# Contea di Monroe (Kentucky)
La contea di Monroe (in inglese Monroe County) è una contea dello Stato del Kentucky, negli Stati Uniti. La popolazione al censimento del 2000 era di 11 756 abitanti. Il capoluogo di contea è Tompkinsville.